# Старбус
Старбус — оружейный мастер в России при Петре Великом и Екатерине I (1724—1727 гг.). История С. интересна для характеристики установленных Петром Великим отношений к выписываемым в Россию иностранным мастерам. Обер-прокурор Бибиков, как видно из его донесения в адмиралтейств-коллегию, по указу Петра Великого от 19-го октября 1724 г., в бытность свою в Швеции, нанял на русскую службу пружинного мастера С., с которым и заключил контракт; по контракту С. было положено очень значительное для того времени жалованье — 300 руб. в год, особая плата за отдельные заказы, как, например, за мелкое ружье, удобная квартира с работником, 300 pуб. на поездки с сестрорецких заводов в Петербург и вознаграждение в 50 руб. за каждого мастера, которого он обучит своему искусству. 
По прибытии в Петербург Бибиков поручил Старбуса Стаубенахту Сенявину. Вскоре, однако, оказалось, что "понеже Старбус в оружейном деле не обучен и собою правит, и ковати, и собирать ни мало не умеет, а тому делу искусен был отец его, Петр Старбус, а не он, Петр, и о том мастерстве он, Старбус, объявил за собою ложно; о чем явно изобличается в том, что когда он, Старбус, отправлялся в Россию из Швеции, тогда он, Старбус, купил несколько фузей и пистолетных готовых замков, и, забрав после отца своего готовые стволы и ложи, привез с собою на сестрорецкие заводы и, назвав своими — своим мастерством, положил письменные на них клейма, якобы оные сделаны при сестрорецких заводах".
Когда в 1727 г. возник вопрос, что делать с самозванным мастером, в адмиралтейств-коллегию от кабинета е. и. в. была отправлена следующая характерная официальная бумага: "Сего мая в 23-й день, по указу е. и. в. в кабинете определено..., чтоб недостойного оружейного мастера Старбуса отпустить из службы. A понеже в имянном е. и. в. указе, ноября 6-го в 1723 году, написано: "которые мастера вызваны будут из других государств освидетельствовать немедленно, знают ли они своё дело, и буде не знают или плохо знают, тотчас отпустить без жалоб и озлоблений, буде же годны, содержать во всяком довольстве, и ежели и контракт выйдет, а свои уже обучатся, и он не похочет ехать, таких отсюда не отпускать и содержать как выше писано, а буде кто сам похочет, такого прежде отпуску объявить коллегии, где его коллегии допросить: вольно ль отъезжает? и нет ли и не было ль ему какой тесноты, и доволен ли отъезжает? и буде окажет какую противность или недовольство, или хотя не скажет, но вид даст недовольства, то от коллегии накрепко розыскать, и ежели тако — наказать, и тщится его где употребить, а не отпускать, буде же весьма не захочет жить, то отпустить с совершенным довольством, дабы приехав жалобы не имел, что их худо трактуют, и тем бы и впредь вызов мастеров непресечен был, а ежели сие опущено будет, или слабое смотрение, суд и наказание виновным будет, то коллегия сама за то штрафована будет так, якобы сами они против сего указа сделали", — того-для адмиралтейская коллегия имеет учинить о Старбусе по силе оного указу по своему усмотрению, или о том доносить Верховному Тайному Совету".
В сентябре того же 1727 г. Старбус был беспрепятственно отпущен в Швецию.